# Ambruse Vanzekin
Ambruse Vanzekin (14 juli 1986) is een Nigeriaans-Braziliaans voormalig voetballer die speelde als doelman. Tussen 2004 en 2015 speelde hij voor Plateau United, Bendel Insurance, Akwa United en Warri Wolves.

## Carrière
Vanzekin begon zijn carrière bij Plateau United, waar hij ook de jeugdopleiding had doorlopen. In 2006 werd de doelman overgenomen door Bendel Insurance, waarvoor hij in 23 competitiewedstrijden in actie kwam. Na twee seizoenen volgde er een overgang naar Akwa United. Bij die club vertrok hij in 2009, direct na een degradatie van de club. In juli van dat jaar tekende Vanzekin bij Warri Wolves. Zes jaar na zijn komst naar Warri Wolves zette de doelman een punt achter zijn actieve loopbaan.